# Константин (Бродский)
Константин Бродский (ум. 1763) — архимандрит Русской православной церкви; педагог ректор Харьковского коллегиума.
Воспитанник Киево-Могилянской духовной академии, по окончании академического курса был некоторое время справщиком в типографии Киево-Печерской лавры. 
В 1745 году Константин Бродский был вызван в Московскую славяно-греко-латинскую академию на должность учителя философии, в июле 1748 года назначен префектом этой Академии, а в августе 1749 года учителем богословия. При ректоре Академии архимандрите Иоанне (Хотунцевском), проживавшем в Донском монастыре, фактически был начальником Академии. 
14 мая 1753 года Священный Синод вверил ему «дирекцию в Заиконоспасском училищном монастыре над братиею и в Академии, впредь до рассмотрения и указа о назначении архимандрита и ректора». 
18 августа 1753 года Константин Бродский был определен настоятелем в Куряжский монастырь Белгородской епархии, причем «за немаловременные в Академии труды» возведен 24 октября 1753 года в сан архимандрита. Вскоре он назначен был ректором Харьковского коллегиума и на этой должности значительно улучшил материальное положение этого учебного заведения.
Константин Бродский скончался в 1763 году.